# Лао Кай (провинция)
Лао Кай (на виетнамски: Lào Cai) е виетнамска провинция разположена в регион Донг Бак. На север граничи с Китай, на юг с провинциите Сон Ла и Йен Бай, на запад с провинция Лай Тяу, а на североизток с Ха Жианг. Населението е 694 400 жители (по приблизителна оценка за юли 2017 г.).

## Административно деление
Провинция Лао Кай се състои от един самостоятелен град Лао Кай и осем окръга:
- Бак Ха
- Бао Тханг
- Бао Йен
- Бат Сат
- Муонг Кхуонг
- Са Па
- Си Ма Кай
- Ван Бан